# روبرت إي. لي ألين
روبرت إي. لي ألين (بالإنجليزية: Robert Edward Lee Allen)‏ هو قاضي ومحامي وسياسي أمريكي، ولد في 28 نوفمبر 1865، وتوفي في 28 يناير 1951. حزبياً، نشط في الحزب الديمقراطي. وقد انتخب عضو مجلس النواب الأمريكي.